# تيم كالاهان
تيم كالاهان (بالإنجليزية: Tim Callahan)‏ هو لاعب كرة قدم أمريكية أمريكي، (ولد في لورانس في الولايات المتحدة 1895 – 1976 م).